# Salão de Honra do Museu Paulista da Universidade de São Paulo

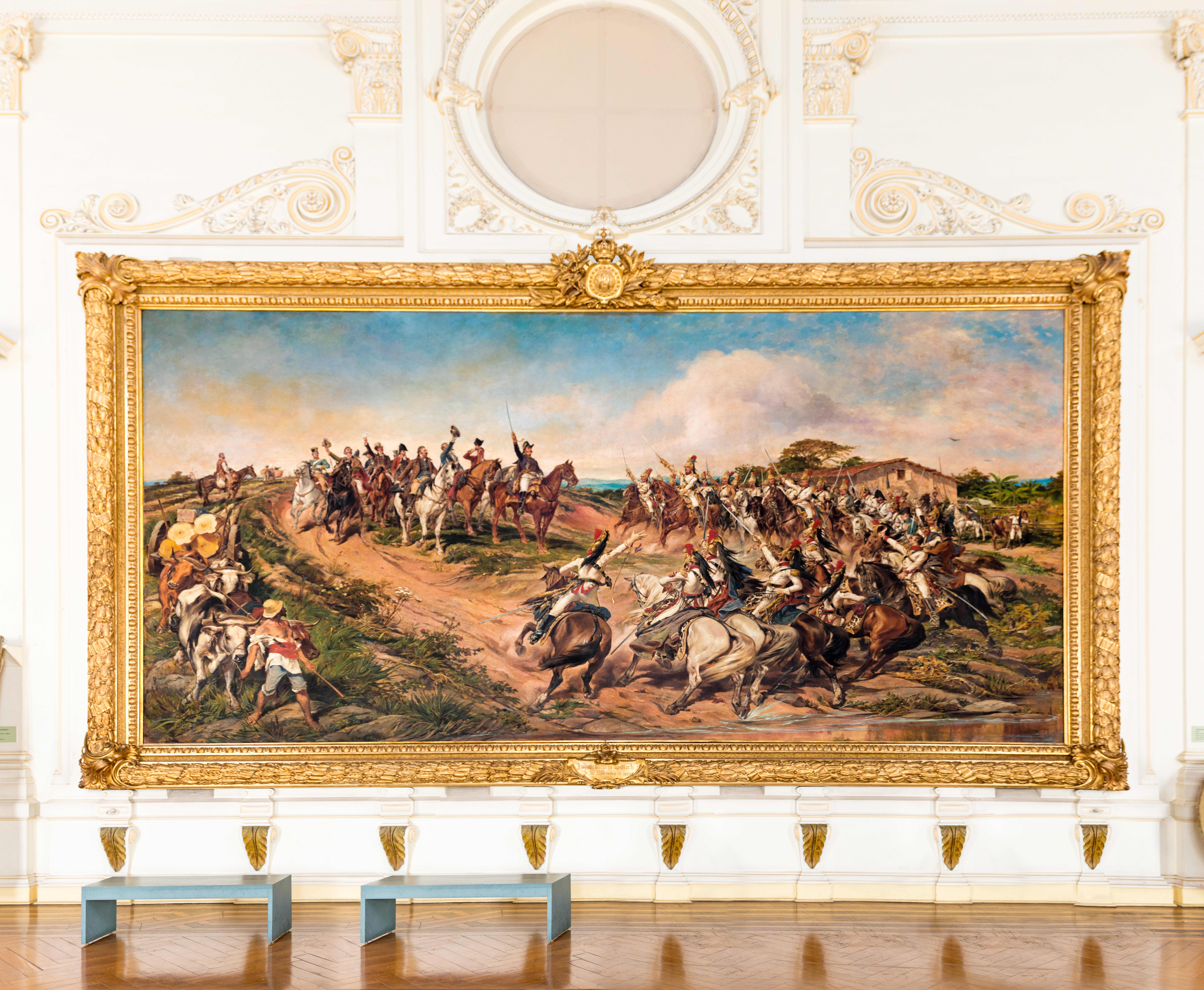
Independência ou Morte!, 1888, de Pedro Américo

Salão de Honra ou Salão Nobre é uma sala de exposição no Museu do Ipiranga. Salão principal do museu, o Salão de Honra tem papel central na alegoria histórica do edifício-monumento e suas exposições, cujo início conta com o próprio projeto arquitetônico de Tommaso Gaudenzio Bezzi, pela direção de Hermann von Ihering e se concretiza com o programa decorativo de Afonso d'Escragnolle Taunay, a partir de 1922.
O salão, parte do Eixo Monumental do museu, mede 9,1 metros de profundidade por 20 metros de comprimento e 10,4 metros de pé-direito e se localiza no andar superior, sendo acessado pela escadaria monumental. Taunay descreve o salão e as obras presentes nele com detalhes no Guia da Secção Histórica do Museu Paulista, onde caracteriza o "vasto e belo salão um dos mais ricos existentes no Brasil" e que "enobrece-lhe a soberba arquitetura, tão caracteristicamente palacial e dinástica" a presença da grande tela de Pedro Américo: Independência ou Morte.
Outras são as obras que completam o acervo do Salão de Honra e que junto com as obras da Escadaria e do Peristilo foram dispostas, segundo o próprio Taunay, com o objetivo de fazer a evocação de todos os grandes lances da História do Brasil revestindo o edifício do Museu de uma feição de panteão, empolgadora ao primeiro contato da vista dos visitantes com as suas pinturas e esculturas".
| Imagem | Nome da obra                                                          | Data | Artista                | Materiais utilizados | Coleção                                             | Versão audível |
| ------ | --------------------------------------------------------------------- | ---- | ---------------------- | -------------------- | --------------------------------------------------- | -------------- |
|        | Independência ou Morte                                                | 1888 | Pedro Américo          | tinta a óleo tela    | Coleção Fundo Museu Paulista Coleção Museu Paulista |                |
|        | Príncipe Regente Dom Pedro e Jorge de Avilez a Bordo da Fragata União | 1922 | Oscar Pereira da Silva | tinta a óleo tela    | Coleção Museu Paulista Coleção Fundo Museu Paulista |                |
|        | Retrato de D. Pedro I                                                 | 1925 | Oscar Pereira da Silva | tinta a óleo         | Coleção Museu Paulista                              |                |
|        | Retrato de Dona Leopoldina de Habsburgo e seus filhos                 | 1921 | Domenico Failutti      | tinta a óleo tela    | Coleção Fundo Museu Paulista Coleção Museu Paulista |                |
|        | Retrato de Joaquim Gonçalves Ledo                                     | 1925 | Oscar Pereira da Silva | tinta a óleo         | Coleção Museu Paulista                              |                |
|        | Retrato de José Bonifácio de Andrada e Silva                          | 1922 | Oscar Pereira da Silva | tinta a óleo         | Coleção Museu Paulista                              |                |
|        | Retrato de José Clemente Pereira                                      | 1925 | Oscar Pereira da Silva | tinta a óleo         | Coleção Museu Paulista                              |                |
|        | Retrato de Maria Quitéria de Jesus Medeiros                           | 1920 | Domenico Failutti      | tinta a óleo         | Coleção Museu Paulista                              |                |
|        | Retrato do Padre Diogo Antônio Feijó                                  | 1925 | Oscar Pereira da Silva | tinta a óleo         | Coleção Museu Paulista                              |                |
|        | Sessão das Cortes de Lisboa                                           | 1922 | Oscar Pereira da Silva | tinta a óleo         | Coleção Museu Paulista                              |                |